# Heracles inexpectatus
Heracles inexpectatus – wymarły gatunek papugi, żyjący 16–19 mln lat temu w Nowej Zelandii, znajdujący się w monotypowym rodzaju Heracles. Skamieniałości zostały znalezione w 2008 roku w okolicy Saint Bathans, w Otago, w Nowej Zelandii. Uważa się, że był w stanie osiągnąć 1 m wzrostu i ok. 7 kg masy ciała. Wstępne analizy wykazały, że należy do nadrodziny Strigopoidea, która składa się z 3 rodzajów: Nestor (kea, nestor kaka), Strigops (kakapo) i kopalny Nelepsittacus.
Gatunek najprawdopodobniej był nielotem, jego duży, silny dziób umożliwiał mu dostęp do innych typów pożywienia, oprócz orzechów, nasion i owoców, które są typowym pokarmem innych papug. Niewykluczone, że podobnie jak kakapo, mógł używać dzioba do wspinaczki. Dzielił on środowisko z innymi gatunkami papug z rodzaju Nelepsittacus, jak również z innymi gatunkami ptaków, zbiorczo nazywanych fauną Saint Bathans. Heracles jest największą poznaną papugą, jaka kiedykolwiek zamieszkiwała Ziemię. Media przechrzciły ją z tego względu na „papugę Herkulesa”, natomiast paleontolog Mike Archer określił ją mianem „squawkzilla” (połączenie słów squawk oznaczającego typowy dźwięk papugi oraz godzilla).

## Taksonomia
Pierwszy opis gatunku i rodzaju został opublikowany w 2019 roku. Został on opisany na podstawie dwóch kości piszczelowo-stępowych (lewej i prawej, co sugeruje należenie do tego samego osobnika). Lewa kość została uznana za holotyp, początkowo sądzono, że należała do orła, ale po ponownym przebadaniu wykazano, że morfologia kości znacząco różni się od tej u orłów.
Etymologia nawiązuje do greckiego herosa Heraklesa. Ma to również związek z rodzajem Nelepsittacus, nazwanym na cześć mitycznego króla Neleusa, zabitego przez herosa w zemście za zabicie wszystkich jego synów, z wyjątkiem Nestora (do czego nawiązuje rodzaj Nestor). Epitet gatunkowy inexpectatus (niespodziewany) został nadany przez autorów, aby wyrazić zdziwienie ze znalezienia wielkiej papugi z miocenu.

## Opis
Jest to największy znany przedstawiciel rzędu papugowych (Psittaciformes), do którego należą współczesne papugi. Szacuje się, że miał metr wzrostu, 7 kg masy oraz prowadził naziemny lub nadrzewny styl życia, przy braku umiejętności lotu. Badacze postawili hipotezę, że te rozmiary są efektem gigantyzmu wyspowego, zjawiska, gdy populacje, w szczególności małych zwierząt, po znalezieniu się na wyspie, zaczynają zwiększać rozmiary z powodu braku drapieżników. Zostało to zaobserwowane u ptaków z Nowej Zelandii i Fiji, jednak nigdy w takiej skali. Swoimi rozmiarami pobił on największą papugę, współczesne kakapo.
Kości zostały znalezione pośród innych szczątków ptaków takich jak: moa, ptaków blaszkodziobych oraz orła, większość z nich jest bardzo fragmentaryczna. Szczątki Heracles są najdłuższymi kośćmi znalezionymi w tym miejscu, żadne inne nie przekraczały 100 mm długości. Wiek skał w miejscu znaleziska zostały oszacowany na ok. 16–19 mln lat. Na podstawie analizy skał udało się odkryć, że teren ten był okolicą słodkowodnego jeziora, otoczonego przez sagowce, palmy oraz rzewnie. W pobliżu znaleziska odnajdywano wiele drobnych kości innych gatunków ptaków. Z racji braku ssaków, Heracles mógł osiągnąć takie rozmiary, podobnie do innych gigantycznych ptaków z Nowej Zelandii.